# Bătălia de la Kirina
Bătălia de la Kirina, cunoscută și sub numele de Bătălia de la Krina sau asediul Karinei (c. 1235), a fost o confruntare între regele din Soso Sumanguru Kanté și prințul Mandinka, Sundiata Keita. Forțele armate ale lui Sundiata Keita au învins forțele lui Sumanguru Kanté, garantând supremația noului imperiu al lui Keita asupra Africii.

## Introducere
Până la sfârșitul secolului al XII-lea, Imperiul Ghanez care dominase Africa s-a prăbușit, în urma luptelor interne și a intervenției politice a almoravizilor în secolul al XI-lea. O serie de state vecine mai mici s-au grăbit să umple golul de putere, inclusiv populația Sosso din regatul Kaniaga și populația Mandinka din Nigerul de Sus. Sub conducerea lui Soumaro Kanté, Sosso a pus mâna pe Koumbi Saleh, fosta capitală a Imperiului Ghanei, și s-a extins spre exterior, cucerind Mandinka printre altele.

## Bătălia
Prințul mandinkez exilat, Sundiata Keita, a organizat o coaliție de regate mai mici pentru a se opune puterii tot mai mari a regatului Soso. Armatele s-au întâlnit în regiunea Koulikoro din ceea ce este acum Mali, în jurul anului 1235. Forțele lui Sundiata Keita au fost victorioase și au pornit spre Soso pentru a-l cuceri. Data este adesea citată ca începutul Imperiului Mali, care va controla cea mai mare parte a Africii de Vest pentru următoarele două secole.

## Urmări
Povestea bătăliei este povestită în Epopeea lui Sundiata, considerată pe scară largă epopeea națională a statului Mali. În ea, Sumanguru Kanté este un rege vrăjitor rău care asuprește poporul Mandinka; cu toate acestea, când Sundiata descoperă că animalul său sacru este cocoșul, reușește să-l rănească pe Sumanguru Kanté cu o săgeată ce are în vârf un pinten de cocoș. Regele Sosoului fuge apoi de pe câmpul de luptă, dispărând în munții Koulikoro. O versiune a acestei povești a fost povestită de Maximilien Quenum în Légendes africaines.